# Gare de La Roche-sur-Yon
Gare de La Roche-sur-Yon – stacja kolejowa w La Roche-sur-Yon, w departamencie Wandea, w regionie Kraj Loary, we Francji. Stacja została otwarta w 1866. Jest ważnym węzłem kolejowym.